# Astragalus micromerius
Astragalus micromerius är en ärtväxtart som beskrevs av Rupert Charles Barneby. Astragalus micromerius ingår i släktet vedlar, och familjen ärtväxter. Inga underarter finns listade i Catalogue of Life.